# Distretto di Kepez
Il distretto di Kepez (in turco Kepez ilçesi) è uno dei distretti della provincia di Adalia, in Turchia. Fa parte del comune metropolitano di Adalia.